# Las Leyendas (franquicia)
Las Leyendas es una franquicia de entretenimiento mexicana conformada principalmente por siete películas de animación tradicional: La primera filme La leyenda de la Nahuala (2007), la segunda filme La Leyenda de la Llorona (2011), la tercera filme La Leyenda de las Momias de Guanajuato (2014), la cuarta filme La Leyenda del Chupacabras (2016), el quito filme La Leyenda del Charro Negro (2018), el sexto filme Las Leyendas: El Origen (2022) y séptimo filme La Leyenda de Los Chaneques (2023), con un octavo filme, La Venganza del Charro Negro, (2026), y noveno filme La Leyenda De Teodora (2027), en proceso de producción. Asimismo, incluye una serie metaserial de televisión web emitida por Netflix y dividida en dos series limitadas estrenadas entre 2017 y 2019, dos series web vinculadas a las películas lanzadas en 2020, un videojuego para móviles publicado en 2017 y una colección de novelizaciones de cinco películas de la serie lanzada en 2018. Adicionalmente, una adaptación teatral musical fue presentada en el Auditorio Metropolitano de la Ciudad de Puebla el 2 de noviembre de 2024, durante la celebración del Día de Muertos a nivel nacional.
Se centra en Leo San Juan, un niño heroico que puede comunicarse con fantasmas y monstruos; Teodora, una atrevida chica aristócrata fantasma con una personalidad fresa (en la serie, es una chica del México contemporáneo); Don Andrés, un viejo caballero medieval fantasma amistoso pero loco (en la serie es un conquistador español fantasma); Alebrije, una criatura folclórica apacible, y Finado y Moribunda, dos encantadores niños calaveritas de azúcar. Cada película se basa en una leyenda mexicana, y se establecen durante la línea de tiempo de inicios del siglo XIX, durante los últimos años del Virreinato de Nueva España.
En 2017, las películas La leyenda de la Llorona, La leyenda de las momias de Guanajuato y La leyenda de la Nahuala (hasta 2018, en el caso de La leyenda de la Nahuala), y para 2022, La leyenda del Chupacabras y La leyenda del Charro Negro se lanzan en la plataforma Netflix.
El 24 de febrero de 2017, se estrenó la serie original de Netflix, titulada Las Leyendas, que se lanzó en todo el mundo.
En 2021, las películas La leyenda de la Llorona, La leyenda del Chupacabras, La leyenda del Charro Negro y La leyenda de la Nahuala, y para 2022, La leyenda de las momias de Guanajuato, se lanzan en la plataforma Disney+.
En 2022, las películas La leyenda de la Llorona, La leyenda de las momias de Guanajuato, La leyenda del Chupacabras, La leyenda del Charro Negro y La leyenda de la Nahuala se lanzaron en la plataforma Amazon Prime Video.
Las Leyendas, al lado de la franquicia Huevos —serie cinematográfica desarrollada por Huevocartoon—, son las únicas franquicias cinematográficas de animación en México, que es una rara instancia dentro de la industria cinematográfica nacional del país. Como tal, la franquicia se ha vuelto muy popular dentro del país y a menudo logra números de taquilla exitosos, con La leyenda del Chupacabras, siendo actualmente la película más taquillera.

## Películas

### La leyenda de la Nahuala(2007)
La primera película, La leyenda de la Nahuala, fue estrenada el 1 de noviembre de 2007 en México, dirigida por Ricardo Arnaiz y producida por Animex Producciones. Ambientada en 1807 en la ciudad de Puebla de Zaragoza, la película se centra en Leo San Juan, un cobarde niño de 9 años, que reúne el coraje para rescatar a su hermano mayor, Nando, de una casa abandonada, poseída por una bruja malvada, conocida como "La Nahuala", con la ayuda de sus nuevos amigos fantasmas. 
La Nahuala, fue una cocinera de una casona 52 años atrás, quien fue poseída por un náhual, y mató a los clientes de la casona, por lo que la cerraron. 
El éxito de la película ha lanzado una franquicia, a la que Arnaiz le ha dado la licencia y los personajes a Ánima Estudios algo que por desgracia no terminó tan bien.

### La leyenda de la Llorona(2011)
La segunda película, La leyenda de la Llorona, fue estrenada el 21 de octubre de 2011 en México, dirigida por Alberto "Chino" Rodríguez, producida por Ánima Estudios y protagonizada por Leo San Juan con su pandilla, Don Andrés, Alebrije, Teodora, Finado y Moribunda. Teniendo lugar en el antiguo Xochimilco, Leo cae de la nave de la tripulación donde conoce a una joven chica del pueblo, llamada Kika, que está en su viaje para encontrar a su hermano perdido, Beto, donde se encuentran con "La Llorona", mientras que el resto de su la pandilla termina en la Isla de las muñecas. Basada también el mítico personaje del folclor hisponohablante del mismo nombre La Llorona.
Es por muchos considerada como la única secuela de toda la saga que se ha acercado a la altura de la original, debido a que en aquel entonces, no querían descuidar la esencia de esta, algo que olvidarían en entregas futuras.

### La leyenda de las Momias de Guanajuato(2014)
Leo San Juan y su pandilla ahora tratando de encontrar a Xóchitl en Guanajuato quien fue secuestrada por Rosseau, un viejo mago que tiene la habilidad de despertar a las momias de entre los muertos. En el camino, Leo se une a Valentina, disfrazado de su alter ego Luis, que está en su propio viaje para encontrar a su padre.
El director de La leyenda de la Llorona, Alberto "Chino" Rodríguez, regresa para dirigir por segunda vez, y hace su debut como escritor, junto con el guion de Jesús Guzmán, Ricardo Arnaiz y Dulce María Guerrero. La leyenda de las Momias de Guanajuato no se produjo con el apoyo del Gobierno Federal de México, debido a la desaprobación; sin embargo, sí recibió apoyo del Gobierno Estatal de Guanajuato.
Mientras el elenco de La leyenda de la Llorona se reúne para la tercera película, entre los recién llegados está Benny Emmanuel, conocido por La CQ, como la voz de Leo San Juan, quien ha sido el actual actor de voz para el personaje desde La leyenda de las Momias de Guanajuato. Junto a él, Eduardo "Lalo" España, un actor y comediante mexicano, se une al elenco de la franquicia como el nuevo personaje, Evaristo, un alebrije con una personalidad suave, mientras que Alejandra Müller, actriz adolescente que también es alumna de La CQ, y la voz de Valentina, una chica que Leo ayuda a encontrar a Rosseau.
Muchos de los fanes a la fecha la consideran como la peor entrega (película que a su vez lleva la saga a la decadencia), debido a su humor infantil, situaciones ridículas, chistes innecesarios, pérdida de continuidad, cabos sueltos y animación pobre.

### La leyenda del Chupacabras(2016)
La historia está basada en la criatura chupacabras. En la película, mientras se dirigía a su casa en Puebla, Leo y sus compañeros rebeldes son encerrados por el ejército realista en algún punto desconocido del camino real. Cuando el chupacabras invade la prisión, Leo pide la ayuda de su amiga, Teodora, para descubrir el origen y la llegada de la criatura mientras escapa con sus reclusos. Los personajes anteriores de las películas, incluyendo a Don Andrés y Xóchitl, se quedaron ausentes, mientras que Fernando "Nando" San Juan, el hermano mayor de Leo, regresa a la franquicia.
Mientras el retorno de la voz de La leyenda de las Momias de Guanajuato regresaba para la cuarta película, Rafael Inclán no volvió a la voz de Alebrije, donde fue reemplazado por el actor de doblaje, Herman López. Es la primera vez que Laura G participa en el doblaje de una película, en este caso interpretando al personaje de Juanita.
Cabe mencionar también que desde esta película, el creador de los personajes, Ricardo Arnaiz, no participó durante el desarrollo de esta y proyectos futuros de la saga.
De toda la saga, esta es la que ha recibido críticas en su parte negativas debido a la simpleza de su historia, animación lenta y errores históricos.

### La leyenda del Charro Negro(2018)
Luego de lo ocurrido en La leyenda del Chupacabras, Leo San Juan y su hermano Nando regresan directamente a Puebla. En el camino, Leo se encuentra con el Charro Negro que lo confunde y hace que una chica sea arrojada al inframundo. Él busca la ayuda de sus amigos para corregir sus errores y asumir el Charro Negro de una vez por todas.
Esta entrega ha gozado de críticas mixtas por un lado se elogio la calidad de la animación al ser la más ambiciosa, pero por el otro se repudio parte de la trama por tener elementos y chistes innecesarios además de incluir tramas forzadas que no complementaban al desarrollo de la historia.

### Las leyendas: el origen(2022)
Una precuela derivada, Las leyendas: el origen, fue estrenada el 10 de agosto de 2022 en la plataforma de streaming, llamada ViX, dirigida por Ricardo Arnaiz y producida por Ánima Estudios. La trama se centra en el Dúo Calavera, Finado y Moribunda, que deben cuidar de un bebé humano cuando cruza el Espejo Eterno, a través de un portal que separa el Reino de los Vivos y los Muertos. La película, que se mostró por primera vez en Twitter, originalmente estaba programada para estrenarse en cines en 2020, pero se retrasó debido a la pandemia de COVID-19.

### La leyenda de los Chaneques(2023)
Situada 5 años después de los acontecimientos de la entrega anterior y de la muerte de su abuela, Leo y Nando quienes ya han crecido se dirigen al puerto de Veracruz ahora que el menor ha decidido recorrer el mundo. Sin embargo, en su camino se topan con un campamento de leñadores del cual muchos de sus habitantes han estado desapareciendo a manos de unas criaturas conocidas como Chaneques, ahora sin sus poderes Leo tendrá que averiguar el misterioso enigma qué hay detrás de estos seres y restaurar nuevamente esa alianza con los hombres.
Es la séptima entrega de la saga que esta vez fue dirigida por Marvick Núñez (quien previamente había dirigido La liga de los 5) y que también fue estrenada en la plataforma Vix el 14 de julio de 2023.
A partir de esta entrega, Gabriel Basurto se convirtió en la nueva voz de Alebrije, debido a la muerte de Hermán López y el retiro del actor Rafael Inclán.

### Cronología
| Año  | Largometrajes                          |
| ---- | -------------------------------------- |
| 1755 | La Leyenda de la Nahuala (prólogo)     |
| 1798 | Las leyendas: el origen                |
| 1807 | La Leyenda de la Nahuala (principal)   |
| 1808 | La leyenda de la Llorona               |
| 1810 | La leyenda de las momias de Guanajuato |
| 1810 | La leyenda del Chupacabras             |
| 1810 | La leyenda del Charro Negro            |
| 1815 | La leyenda de los Chaneques            |

## Spin-offs

### Las Leyendas(2017)
Una serie original de Netflix basada en los personajes, llamada Legend Quest (también conocida como Las Leyendas), se estrenó el 24 de febrero de 2017 en 30 idiomas, convirtiéndose en la primera serie animada original de la plataforma producida en América Latina.

### Las Leyendas: Creaturas Ocultas(2019)
El 5 de octubre de 2019 se estrenó en Netflix una segunda serie basada en Legend Quest titulada Las Leyendas: Creaturas Ocultas.

## Personajes principales
- Leonardo "Leo" San Juan: el protagonista de la saga, es un niño huérfano que vive con su abuela y su hermano Nando en la ciudad de Puebla. Tiene la habilidad de ver y estar en contacto con fantasmas y otras criaturas. Al inicio es un niño temeroso, pero con el tiempo adquiere mucha valentía. Aunque suele meterse en todo tipo de problemas, suele arreglarlos de maneras inesperadas.
- Xóchtil Ahuactzin: es una niña fantasma de ascendencia indígena, que trabajaba como sirvienta en la casona de la familia Villavicencio, hasta que la Nahuala la asesinó para realizar su ritual y se convirtió en fantasma. Posteriormente conoce a Leo y lo ayuda a enfrentarse a la Nahuala. Es amable, inteligente y alegre, y se preocupa por sus amigos, buscando siempre su seguridad.
- Fernando "Nando" San Juan: es el hermano mayor de Leo, que trabaja en la panadería de su familia. Anteriormente le gustaba molestar a su hermano Leo y asustarlo con historias de terror. Sin embargo, fue secuestrado por la Nahuala en la primera película, por lo que tuvo que ser rescatado por su hermano. Posteriormente cambia para bien, volviéndose más amigable con Leo y preocupándose por su seguridad.
- Teodora Villavicencio (nombre completo: Teodora Vicenta de la Purísima Concepción Villavicencio): es una niña fantasma, que era la hija del matrimonio Villavicencio, una familia adinerada de Puebla que fue hechizada por la Nahuala y convertida en muertos vivientes, hasta que Leo entra a su casona y derrota a la Nahuala, liberándola del hechizo. Habla con un marcado acento poblano y es bastante presumida, arrogante, engreída y fastidiosa, aunque en el fondo aprecia a sus amigos y los ayuda a resolver sus problemas.
- Don Andrés Artasánchez: es el fantasma de un viejo caballero español de la era del Medievo, que llegó a Puebla en una armadura que la familia Villavicencio trajo desde España como adorno para su casa. Suele tener muchos delirios y demencia donde cree seguir siendo un caballero valiente, y aunque en sus momentos de lucidez sigue siendo algo distraído, sigue siendo valiente al ayudar a sus amigos a luchar contra los monstruos.
- Alebrije de la Biblioteca: es, como su nombre lo indica, un alebrije; una criatura de colores con partes del cuerpo de varios animales, que habitaba en los libros de la biblioteca de la casona de la familia Villavicencio. Conoce a Leo cuando este entra en la casona para derrotar a la Nahuala. Tiene la habilidad de escupir fuego, razón por la cual Don Andrés siempre lo confunde con un dragón. Le gusta leer, por lo que sabe mucho sobre literatura, y es bastante amable y servical. Se la pasa controlando a Don Andrés cada vez que este tiene un ataque de demencia.
- Finado y Moribunda: son dos hermanitos calaveras de azúcar antropomórficas (niño y niña), que solían vivir en una ofrenda de Día de Muertos en la vieja casona. Son alegres y traviesos, aunque también son miedosos, a pesar de ser seres de ultratumba. Al igual que Leo, poco a poco van superando sus miedos y se vuelven valientes.
- Evaristo Hortencio: es un alebrije quien, bastante influenciado por sus ideas fantasiosas, está convencido de poseer poderes místicos, se unió a Leo y al equipo después de encontrarlos en Guanajuato y desde entonces ha estado acompañándolos en todas sus aventuras. Suele ser muy carismático y relajado, distante de las preocupaciones que suelen dominar a los demás. Pasa la mayor parte de su tiempo reflexionando sobre cuestiones existenciales, y aunque a veces parece muy fuera de lugar, no tiene miedo de compartir la sabiduría que ha aprendido.

## Recepción
A continuación, un resumen de los ingresos de taquilla en total de cada entrega de la saga:
| Película                               | Estreno                | Taquilla bruta (MXN) (est.) | Taquilla bruta (USD) (est.) | Presupuesto  | Ref (s).     |
| -------------------------------------- | ---------------------- | --------------------------- | --------------------------- | ------------ | ------------ |
| La Leyenda de la Nahuala               | 1 de noviembre de 2007 | 42.2 millones               | 4.03 millones               | N/A          | [ 4 ]        |
| La Leyenda de la Llorona               | 21 de octubre de 2011  | 55.3 millones               | 2.9 millones                | 1.3 millones | [ 5 ]        |
| La Leyenda de las Momias de Guanajuato | 30 de octubre de 2014  | 92.2 millones               | 6.3 millones                | 1.3 millones | [ 6 ] [ 7 ]  |
| La Leyenda del Chupacabras             | 21 de octubre de 2016  | 100.7 millones              | 5.4 millones                | 1.6 millones | [ 8 ]        |
| La Leyenda del Charro Negro            | 19 de enero de 2018    | 100 millones                | 5.3 millones                | TBA          | [ 9 ] [ 10 ] |
| Total                                  | Total                  | $389.54 million             | $23.93                      | $4.2 million |              |